# Masiuki (obwód witebski)
Masiuki (biał. Масюкі; ros. Масюки; pol. hist. Masiuki) – wieś na Białorusi, w obwodzie witebskim, w rejonie orszańskim, w sielsowiecie Smolany, przy linii kolejowej Orsza – Lepel.
W pobliżu znajduje się przystanek kolejowy Szybieki, położony na linii Orsza – Lepel.

## Historia
W XIX i w początkach XX w. położone były w Rosji, w guberni mohylewskiej, w powiecie sieńskim, w gminie Rasna. Do 1865 własność Krasowskich.
Następnie w granicach Związku Sowieckiego. Od 1991 w niepodległej Białorusi.